# Bank barrow
Un bank barrow, de vegades conegut amb els noms també anglesos de barrow-bank, ridge barrow, ridge mound o long mound, és un tipus de túmul present a les illes britàniques, especialment a Anglaterra i al sud d'Escòcia. En català es podria traduir per túmul en terraplè o en feixa.
Va ser identificat per primera vegada per O.G.S. Crawford el 1938.

## Descripció
Al Regne Unit, prenen la forma d'un monticle llarg, sinuós i de costats paral·lels, aproximadament uniforme en alçada i amplada al llarg de la seva longitud, i normalment flanquejat per séquies a banda i banda. Tenen més de 150 m de llarg i normalment la seva relació de longitud/amplada es de 6:1. Poden ser el resultat d'una única fase de construcció, o ser el resultat de l'addició d'una o més prolongacions lineals al marge d'un túmul preexistent.
Tot i que s'hi han trobat enterraments dins, no s'hi han identificat cambres funeràries com a tals als bank barrow.

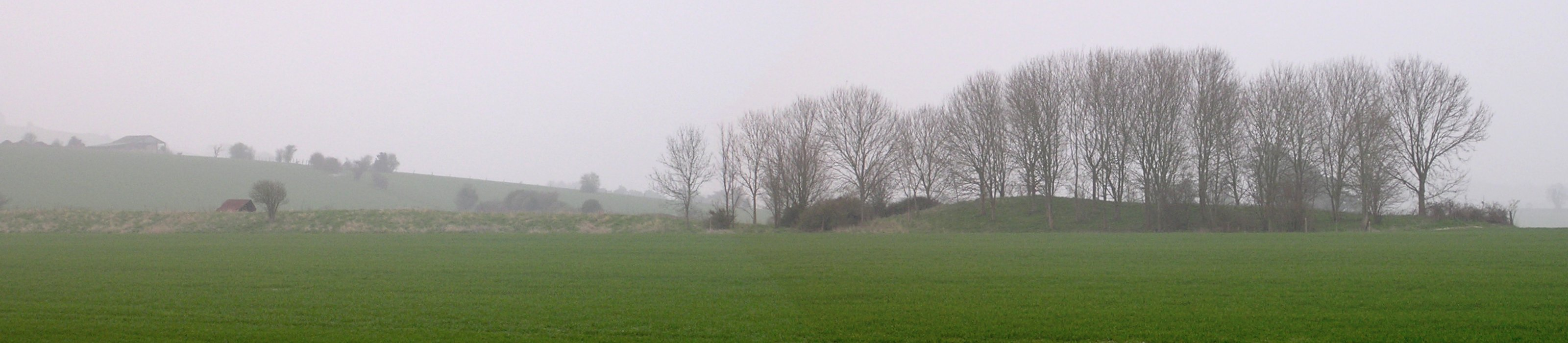
Un possible bank barrow a prop de Pentridge a Dorset (Regne Unit). El túmul es compon de dues parts ben diferenciades: la part més alta i estreta (arbrada) al nord-est i la part més ampla i plana (coberta d'herba) al sud-est. Aquestes parts fan 50 m i 90 m de llarg, respectivament. Tot i que han estat considerats com dos túmuls units, el sondeig i la fotografia aèria han revelat una rasa contínua comuna (llaurada cap a fora). Una altra hipòtesi és que la part occidental és un long barrow, amb la part oriental com una cua que s'hi ha afegit més tard.

## Cronologia
Aquests monuments antics són del Neolític mitjà.
Actualment, aquests túmuls estan datats en funció de les relacions estratigràfiques amb altres monuments, els artefactes que s'hi han trobat i les datacions de radiocarboni fetes en els ossos apareguts al túmul i a les séquies de flanqueig. Només dos jaciments han estat datats adequadament: el de Maiden Castle, a Dorset, i el de North Stoke, d'Oxfordshire. Tots dos han aportat datacions per radiocarboni del 2700 aC per a la cornamenta i els ossos presents als farcits de la rasa inferior.

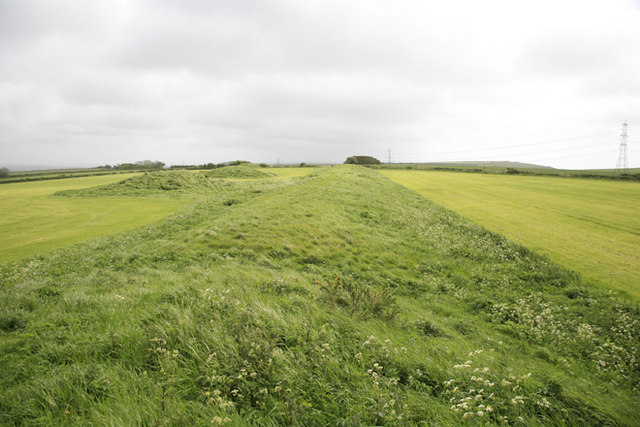
Vista de la part superior de la cresta del Bank Barrow de Dorset. A la dreta s'hi veuen dos túmuls rodons.

No hi ha informació suficient per dir quant de temps van romandre en ús. No hi ha evidència del desenvolupament cronològic d'aquesta classe de monuments.

## Exemples
Hi ha menys de 10 bank barrow al Regne Unit. Alguns exemples són:
- Maiden Castle, Broadmayne i Martin's Down a Dorset.
- Long Low a prop de Wetton a Staffordshire.
- North Stoke, a Oxfordshire